# Хироптерофилия

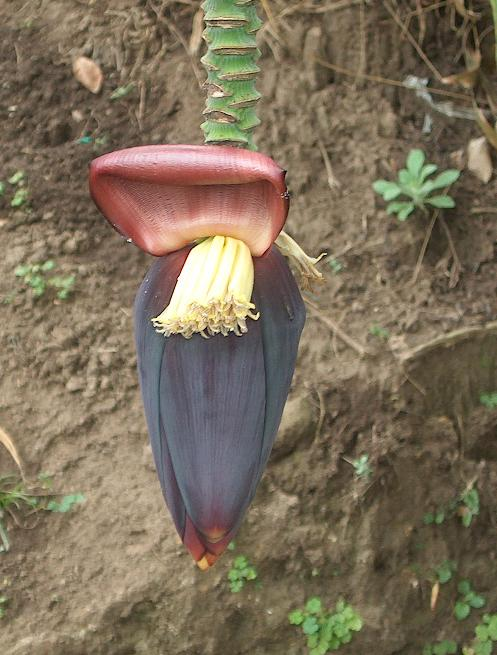
Опыление цветка банана.

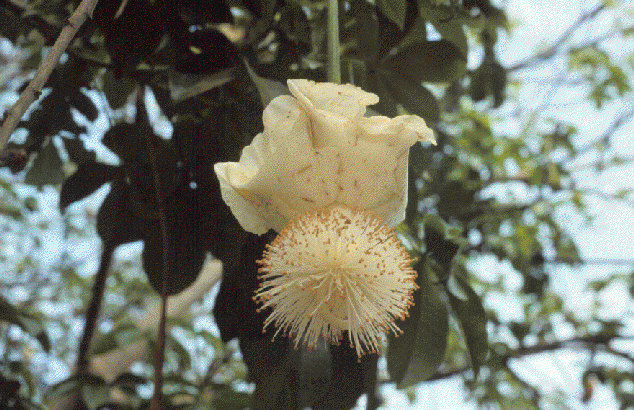
Хироптерофильный цветок баобаба.

Хироптерофилия (Chiropterophily) — явление опыления цветков летучими мышами. Хироптерофильные цветки характерны ночным цветением, обильным выделением неприятно пахнущего нектара. Соцветия, как правило, сильно выставляются из кроны.

## Распространение
Более 500 видов тропических растений, опыляются летучими мышами (Chiroptera), которые питаются нектаром или пыльцой.

## Описание
Цветки, опыляемые летучими мышами имеют тенденцию быть крупными и эффектными, белыми или светлоокрашенными, открытыми ночью и имеющими сильные затхлые запахи. Они часто крупные и колоколообразные с большим комом тычинок. Цветы обычно удалены от ствола. Летучие мыши пьют нектар, и эти растения обычно выделяют нектар в течение длительных периодов времени. Животные проводят первоначальный поиск цветов с помощью нюха, зрения и эхолокации, а используют для их посещения превосходную пространственную память. Фактически, летучие мыши могут идентифицировать нектарообразующие цветы, используя эхолокацию. В Новом Свете цветы, опыляемые летучими мышами, часто содержат серосодержащие соединения, но это не относится к другим частям мира. Растения, опыляемые летучими мышами имеют более крупную пыльцу, чем родственные им другие виды.